# فيكتوريا (أميرة)
فيكتوريا، ولية عهد السويد، ودوقة فسترغوتلاند (الاسم الكامل: فيكتوريا إنغريد أليس ديزيريه؛ وُلدت في 14 يوليو 1977)، هي الوريثة المباشرة للعرش السويدي بصفتها الابنة الكبرى للملك كارل السادس عشر غوستاف.
إذا اعتلت العرش كما هو متوقّع، فستكون الملكة الرابعة التي تحكم السويد بصفتها ملكة حاكمة، بعد كل من مارغريت وكريستينا وأولريكا إليونورا، كما ستكون أول ملكة حاكمة للبلاد منذ عام 1720.
وقد ضُمن حقها في وراثة العرش بفضل قانون الخلافة السويدي لعام 1980 [الإنجليزية]، الذي يُعد أول قانون في أوروبا الغربية يعتمد مبدأ الأولوية المطلقة للبكر في وراثة العرش، بغضّ النظر عن الجنس.

## الزواج
في 19 يونيو 2010 تزوجت من مدرب اللياقة دانيال ويستلينغ بعد قصة حب دامت ثمانية سنوات، واجهت خلالها رفض والدها الملك كارل السادس عشر غوستاف لهذا الزواج وذلك لأن ويستلينغ لا ينتمي لأسرة ملكية أو نبيلة، حيث أنه ينتمي لعامة الشعب. وبعد الزواج أطلق عليه اسم الأمير دانيال دوق واسترغوتلاند، في حين أطلق عليه الملك كارل السادس عشر غوستاف لقب فارس سيرافيم وأنجبا: الأميرة أستل (ولدت في 23 فبراير 2012 ، والأمير أوسكار (ولد في 2 مارس 2016)

## طفولتها ودراستها
ولدت الأميرة فيكتوريا برنادوت 14 يوليو 1977 في ستوكهولم، وهي الابنة الأولى للملك كارل السادس عشر غوستاف وسيلفيا ملكة السويد و حاملة اللقب "صاحبة السمو الملكي الأميرة فيكتوريا ولية العهد السويد، دوقة فاسترجوتلاند"
تعرضت فيكتوريا ولية عهد السويد في مرحلة طفولتها، لمضايقات في المدرسة بسبب معاناتها من مشكلات في التعلّم أو ما يطلق عليه ديسلكسيا"، فكان زملائها في المدرسة يسخرون منها أثناء محاولاتها القراءة بصوت عال، وكانت الأميرة تعتقد أنها غبية، كما صرّحت ذات مرة كاشفة عن سرّها الشخصي التي ورثته عن والدها، لكن الأسرة المالكة طلبت من مدرّس خاص مساعدة ولية العهد في التغلب على هذه المشكلة عندما اكتشف أنها تعاني من صعوبات في القراءة، ولما صارت مراهقة اصيبت بمرض فقدان الشهية .
بعد دراستها في السويد واصلت فيكتوريا ولية عهد السويد دراستها في الولايات المتحدة الأمريكية و امضت عامين في في الجامعة الكاثوليكية غرب انجيه، كما توجهت إلى فرنسا قصد تعلم اللغة الفرنسية وبصرف النظر عن إيجادتها اللغة السويدية فإن فيكتوريا ولية عهد السويد تجيد أربع لغات بطلاقة وهم : الإنجليزية، الألمانية والفرنسية والإسبانية

## وريثة العرش
عند ولادة شقيقها الأصغر الأمير كارل فيليب دوق فارملاند سمي وليا للعهد، ولكن بعد مرور شهور قليلة من مولده، أُصدر قانون تعديل قانون اعتلاء العرش بمبدأ التساوي بين الجنسين وتسلم ولاية العهد للأبن الأكبر للملك بغض النظر عن جنسه، حيث أنها تقدمت إلى المركز الأول بعد أن كانت في المركز الثاني في خط الخلافة بينما تراجع شقيقها نحو المركز الثاني بسبب أنه أصغر منها، وبمولد الأميرة الأميرة أستل ابنة فيكتوريا ولية عهد السويد تراجع مركزه إلى الثالث، حيث صارت ابنة شقيقته في المرتبة الثانية بعد والدتها .
إضافةً على ذلك فإن فيكتوريا تحتل المركز 220 في خط الخلافة على العرش البريطاني.

## روابط خارجية
- فيكتوريا على موقع IMDb (الإنجليزية)
- فيكتوريا على موقع الموسوعة البريطانية (الإنجليزية)
- فيكتوريا على موقع مونزينجر (الألمانية)
- فيكتوريا على موقع قاعدة بيانات الفيلم (الإنجليزية)